# Scabiosa andryifolia
Scabiosa andryifolia är en tvåhjärtbladig växtart som först beskrevs av Carlos Pau, och fick sitt nu gällande namn av J.A. Devesa. Scabiosa andryifolia ingår i släktet fältväddar, och familjen Dipsacaceae. Inga underarter finns listade i Catalogue of Life.